# Sandra Oh
Sandra Miju Oh (født 20. juli 1971) er en prisbelønnet canadisk-amerikansk skuespillerinde. Hun er bedst kendt for sine hovedroller som Cristina Yang i ABC' medicinske dramaserie Greys hvide verden (2005–2014) og som Eve Polastri i spion-dramaserien Killing Eve (2018 - 2022). Hun har modtaget adskillige anerkendelser, herunder to Golden Globe Awards og fire Screen Actors Guild Awards og tolv Emmy Award-nomineringer.
Oh var vært for de 28. Genie Awards i 2008 og blev den første kvinde af asiatisk afstamning, der var vært for Golden Globe Awards ved den 76. prisuddeling i 2019. I marts 2019 blev hun den første asiatisk-canadiske kvinde, der var vært for Saturday Night Live, og var blot den tredje skuespillerinde af asiatisk afstamning, der gjorde det, efter Lucy Liu i 2000 og Awkwafina i 2018. Hun var også den første skuespillerinde af asiatisk afstamning, der blev nomineret til Primetime Emmy Award i kategorien "Outstanding Lead Actress in a Drama Series" og var den første kvinde af asiatisk afstamning til at vinde to Golden Globes.
I 2019 udnævnte magasinet Time Oh til en af de 100 mest indflydelsesrige mennesker i verden.

## Opvækst
Sandra Miju Oh blev født i Nepean, Ontario, den 20. juli 1971, som datter af de sydkoreanske middelklasse-immigranter Jeon Young-nam, en biokemiker, og Oh Jun-su (John), en forretningsmand. Hendes forældre var flyttet til området i begyndelsen af 1960'erne. Hun har en bror, Ray og en søster, Grace, og voksede op i en kristen husstand, der boede i Camwood Crescent i Nepean, hvor hun begyndte at spille skuespil og gå til ballet som fireårig for at rette sine indadvendte pigeon tæer ud. Oh voksede op som en af de få unge af asiatisk afstamning i Nepean.
I en alder af ti spillede Oh The Wizard of Woe i en musical kaldet The Canada Goose. Senere, på Sir Robert Borden High School, grundlagde hun miljøklubben BASE (Borden Active Students for the Environment), der ledede en kampagne mod skolens brug af styrofoam-kopper. Mens hun gik i high school, blev hun valgt til elevrådsformand. Hun spillede også fløjte og fortsatte både sin balletuddannelse og skuespilstudier, selvom hun vidste, at hun "ikke var god nok til at være professionel danser" og fokuserede til sidst på skuespil. Hun tog dramatimer, spillede i skoleskuespil og sluttede sig til dramaklubben, hvor hun deltog i "Canadian Improv Games" og var med i "Skit Row High", en komedietrup. Til trods for sine forældrenes råd afviste hun et fireårigt journaliststipendium til Carleton University for at studere drama på National Theatre School of Canada i Montreal og betalte det hele selv.
Oh fortalte sine forældre, at hun ville afprøve skuespillet i et par år, og lovede at vende tilbage til universitetet, hvis det mislykkedes. Efter at have reflekteret over at have valgt universitetet fra, har hun sagt, at hun er "den eneste person i sin familie, der ikke har en master i noget". Kort efter eksamen fra National Theatre School i 1993 medvirkede hun i en sceneproduktion af David Mamets Oleanna i London, Ontario. Omtrent på samme tid fik hun roller i to biografiske tv-film om de betydningsfulde kvindelige kinesisk-canadiere: som Vancouver-forfatteren Evelyn Lau i The Diary of Evelyn Lau, hvor hun slog 1000 andre kvinder i kampen om rollen og som Adrienne Clarkson i CBC-biografen om Clarksons liv.

## Karriere

### 1994–2004: Tidligt arbejde
Oh blev kendt i sit hjemland for hendes hovedrolle i den canadiske film Double Happiness (1994), hvor hun spillede Jade Li, en kinesisk-canadisk kvinde i sine 20'ere, der er splittet mellem hendes egne og hendes forældres ønsker for hende. Filmen fik gode anmeldelser, hvor Roger Ebert roste Ohs "varme præstation". Janet Maslin fra The New York Times roste også hendes optræden og sagde: "Frk Ohs præstation gør Jade til en klog, sejlivet heltinde, du sent vil glemme". Oh vandt en Genie i kategorien "Bedste skuespillerinde" for rollen.
I 1997 optrådte hun i filmen Bean: The Ultimate Disaster Movie, i birollen som Bernice, kunstgalleriets PR-manager. Hendes andre canadiske film omfatter Long Life, Happiness &amp; Prosperity og Last Night (1998), som hun igen vandt en "bedste skuespillerinde"-Genie for. Hun blev castet til dramaet Dancing at the Blue Iguana (2000), hvor hun spillede en stripper på en danseklub overfor Daryl Hannah. Filmen modtog middelmådige anmeldelser, selvom Oh blev rost for sin præstation. New York Times anmeldelse sagde: "Oh, gør [det] mest muligt ud af [hendes] mulighed for at udforske sårbarheden under [hendes] karakterers hårde overflade". Samme år optrådte hun i dramaet Sagen genåbnet. I 2002 optrådte Oh i familiekomedien Big Fat Liar: Den store løgnhals, efterfulgt af en mindre rolle i Steven Soderberghs Full Frontal (2002).
Oh høstede anmeldelsernes anerkendelse for sine seks sæsoner som Rita Wu, assistent til formanden for et stort sportsbureau, i HBO-serien Arliss og modtog en nominering til en NAACP Image Award i kategorien "Best Supporting Actress in a Comedy Series" samt Cable Ace-pris i kategorien "Best Actress in a Comedy" for rollen. Hun havde også flere gæsteoptrædener i serien Popular (1999), hvor hun spillede samfundsfagslærer og gæsteoptrådte i tv-serierne Kung Fu: The Legend Continues, Amys ret, Six Feet Under og Odd Job Jack.
I teatret har Oh også optrådt i verdenspremiererne på Jessica Hagedorns Dogeaters på La Jolla Playhouse og Diana Sons Stop Kiss på Joseph Papps Public Theatre i New York City.
I 2003 blev hun castet i en birolle overfor Diane Lane i Under the Tuscan Sun, efterfulgt af en birolle i Alexander Paynes drama Sideways (2004). Hun anser Sideways og The Diary of Evelyn Lau at være de to bedste film hun har lavet.

### 2005–2013:Greys Hvide Verden
I 2005 optrådte Oh i flere film, herunder David Slades kontroversielle thriller Hard Candy; og det independent antologidrama 3 Needles (2005), overfor Chloë Sevigny og Olympia Dukakis, hvor hun spiller en katolsk nonne i en AIDS-ramt afrikansk landsby. Samme år blev Oh castet som Cristina Yang i den første sæson af det, der blev til den hyperpopulære ABC medicinske tv-serie Greys Hvide Verden. Ohs mangeårige rolle i serien gav hende både en Golden Globe i 2005 som "Best Supporting Actress in a Series" og en Screen Screen Actors Guild Award i 2006 for "Outstanding Performance by a Female Actor in a Drama Series". I juli 2009 modtog hun sin femte på hinanden følgende Primetime Emmy Award-nominering for sin rolle i serien. I august 2013 meddelte Oh, at seriens tiende sæson ville være hendes sidste sæson.
Ud over sit arbejde med Grey's Anatomy fortsatte Oh med at optræde i film. Hun medvirkede i thrilleren The Night Listener (2006) sammen med Robin Williams og Toni Collette ; i superheltekomedien Defendor (2009); Ramona og Beezus (2010); og i det anmelderroste drama Rabbit Hole (2010), overfor Nicole Kidman og Aaron Eckhart.
I sin hidtil eneste lydbog indtalte hun rollen som Brigid O'Shaughnessy i den Grammy-nomineret dramatisering af The Maltese Falcon (2008), som også havde Michael Madsen og Edward Herrmann på rollelisten. Hun har også udført et par stemmeroller indenfor tegnefilmsverdnen, herunder et par gæsteoptrædener i Den amerikanske drage: Jake Long, som prinsesse Ting i Mulan 2 (2004) og som stemmen til Doofah i The Land Before Time XIII: The Wisdom of Friends (2007).
Oh var vært for de 28. Genie Awards den 3. marts 2008. I 2009 optrådte Oh i The People Speak, en dokumentarfilm, der bruger dramatiske og musikalske fremførelser af dagligdags amerikaneres breve, dagbøger og taler, baseret på historikeren Howard Zinns A People's History of the United States. I løbet af en sæsonpause fra optagelserne af Greys Hvide Verden i 2010, havde Oh rollen som Sarah Chen i det britiske krimidrama, Thorne. Hun tog intensive dialekttræningstimer for at kunne spille sin britiske karakter.
Den 28. juni 2011 blev det annonceret, at Oh ville modtage en stjerne på Canadas Walk of Fame ; hun blev optaget den 1. oktober på Elgin Theatre i Toronto. I 2013 meddelte Oh formelt, at hun ville forlade Grey's Anatomy i slutningen af den tiende sæson. Oh forlod serien med sæson 10 -finalen.

### 2014 – nu:Killing Eve
I oktober 2014 meddelte Oh, at hun ville samarbejde med den canadiske instruktør Ann Marie Fleming om en animeret spillefilm med titlen Window Horses. Hun optrådte også i en birolle i komediefilmen Tammy (2014), hvor hun spiller hustruen til Kathy Bates' karakter.
I 2015 medvirkede hun i Refinery29's komiske web-serie Shitty Boyfriends. I december 2015 begyndte Ohs indspilninger til komediefilmen Catfight (2016) i New York City. I 2017 spillede Oh hovedrollen som Abby Tanaka i tredje sæson af dramaserien American Crime.
Fra april 2018 fik Oh hovedrollen i BBC iPlayer-serien Killing Eve, hvor hun spiller den britiske efterretningsagent Eve Polastri, hvis evige hovedbrud er den psykopatiske snigmorder Villanelle (spillet af Jodie Comer), og historien om de to kvinders voksende gensidig fascination. Da hun læste manuskriptet, vidste Oh ikke, at hun var i betragtning til hovedrollen, idet hun indrømmede, at hun havde været "hjernevasket" i årevis til at være typecastet som hovedrollens bedste ven. Serien blev forlænget med en anden sæson allerede før premieren, og en tredje sæson blev annonceret mindre end et døgn efter at den anden sæson havde premiere i USA. Killing Eve er også blevet forlænget med en fjerde sæson kort efter.
Oh har fået kritisk anerkendelse for sin præstation i serien, hvor Jenna Scherer beskriver hende i Rolling Stone som "en tvangsmæssigt seværdig skuespiller - udtryksfuld og kompleks, der blander skævvittighed og dyb patos." Da Vulture erklærede Oh som den bedste skuespillerinde i øjeblikket på tv, skrev anmelder Matt Zoller Seitz: "Det er en tour de force-præstation, men alligevel med så selvudslettende og usynlige effekter, at du går derfra og tænker på, at du har set et oprullet garnnøgle med overbevisende karakterer frem for et kulturelt vartegn. Dette er et magisk trick af høj standard". I 2018 blev Oh den første skuespillerinde af asiatisk afstamning til at blive nomineret til Primetime Emmy Award i kategorien "Outstanding Lead Actress in a Drama Series" for rolle som Polastri. Hun vandt Golden Globe Award for "Best Actress - Televisions Series Drama" og blev den første kvinde af asiatisk afstamning til at vinde to Golden Globe Awards. Oh vandt også prisen Outstanding Performance by a Female Actor i a Drama Series ved SAG Awards i 2019.
Fra 2018 til 2020 lagde Oh stemme til rollen som Castaspella i tegnefilmssuperhelte-serien She-Ra and the Princesses of Power. I 2019 var hun vært ved de 76. Golden Globe Awards sammen med Andy Samberg. Oh blev den første kvinde af asiatisk afstamning, der var vært for prisuddelingen. I marts 2019 blev hun den første asiatisk-canadiske kvinde, der var vært for Saturday Night Live og kun den tredje skuespillerinde af asiatisk afstamning, efter Lucy Liu i 2000 og Awkwafina i 2018. I 2021 gav Oh lagde stemme til Virana, den kvindelige høvding for Hugtands-stammen i Disney-filmen Raya og den sidste drage.
Oh lægger stemme til Debbie Graysons rolle i den animerede superhelte-dramaserie Invincible. Serien, der er baseret på tegneserieserien med samme navn, der havde premiere på Amazon Prime Video i 2021.
I 2021 fungerede Oh som executive producer og samt som hovedrollen i Netflix-komedieserien The Chair.

### Kommende projekter
I 2022 vil Oh lægge stemme til Ming Lee, moren til hovedpersonen i Pixar-animationsfilmen Rød.

## Privatliv
Oh var sammen med filmskaberen Alexander Payne i fem år. De giftede sig i januar 2003, blev separeret i begyndelsen af 2005 og endeligt skilt i slutningen af 2006.
Den 8. juli 2013 modtog Oh en æresnøgle til byen Ottawa fra borgmester Jim Watson.
Oh har aldrig fået børn, selvom det var noget hun havde tanker om, inden hun rundede sine 40'ere. Efter mange overvejelser fandt hun ro i, at hun allerede holdt af sit liv og dets indhold som det var. Oh er lykkelig for at kunne være tante for sine søskendes børn, såvel som for venners børn.
Oh har siden 2016 været kæreste med den russiske fotograf Lev Rukhin.
Oh er udøver af vipassanā, en buddhistisk form for meditation. Hendes arbejde inden for skuespil er formet af et løst kreativt kollektiv, der underviser i "kreativt drømmearbejde", som angiveligt smelter jungiansk drømmeanalyse sammen med method acting og har til formål at bringe ens "underbevidste arbejde op til bevidstheden".
Oh fik todelt statsborgerskab, da hun blev amerikansk statsborger i 2018. Hun pendler mellem sine huse i Canada og Los Angeles. På den første årsdag for hendes statsborgerskab var hun vært på Saturday Night Live og bragte selv årsdagen op ved at omtale sig selv som en "asiatisk-canadisk-amerikaner".
Oh blev tildelt National Arts Center Award fra Canadas generalguvernør i 2019 som en del af generalguvernørens scenekunstpriser.

## Aktivisme
Den 22. marts 2021 holdt Oh en tale ved et Stop Asian Hate-event i Pittsburgh, Pennsylvania, som respons på skyderierne mod asiater i Atlanta, Georgia, nogle dage forinden. Hun opfordrede folk til "at række ud til det asiatisk-amerikanske samfund" og satte ord på, at de som befolkning var "meget bange".

## Filmografi

### Film
| År   | Titel                                            | Rolle                      | Noter           |
| ---- | ------------------------------------------------ | -------------------------- | --------------- |
| 1994 | Double Happiness                                 | Jade Li                    |                 |
| 1995 | Prey                                             | Il Bae                     | Kortfilm        |
| 1996 | Cowgirl                                          | Sarah Hwang                | Kortfilm        |
| 1997 | Bean: The Ultimate Disaster Movie                | Bernice Schimmel           |                 |
| 1997 | Bad Day on the Block                             | Ukendt                     |                 |
| 1998 | Last Night                                       | Sandra                     |                 |
| 1998 | The Red Violin                                   | Madame Ming                |                 |
| 1998 | Permanent Midnight                               | Ven                        |                 |
| 1999 | Guinevere                                        | Cindy                      |                 |
| 2000 | Sagen genåbnet                                   | Kim                        |                 |
| 2000 | Dancing at the Blue Iguana                       | Jasmine Bulut              |                 |
| 2000 | Three Lives of Kate                              | Fortæller                  | Kortfilm        |
| 2001 | Princesse eller ej                               | Vicerektor Gupta           |                 |
| 2001 | Date Squad                                       | Alpha Baby                 | Kortfilm        |
| 2001 | The Frank Truth                                  | Sig selv                   | Dokumentar      |
| 2002 | Big Fat Liar: Den store løgnhal                  | Phyllis Caldwell           |                 |
| 2002 | Full Frontal                                     | Den 4. fyrede medarbejder  |                 |
| 2002 | Rick                                             | Michelle                   |                 |
| 2002 | Long Life, Happiness & Prosperity                | Kin Ho Lum                 |                 |
| 2002 | Barrier Device                                   | Audrey                     | Kortfilm        |
| 2003 | Under the Tuscan Sun                             | Patti                      |                 |
| 2003 | Owning Mahowny                                   | Craps player               | Ukrediteret     |
| 2004 | Sideways                                         | Stephanie                  |                 |
| 2004 | Wilby Wonderful                                  | Carol French               |                 |
| 2004 | Mulan 2                                          | Ting Ting (stemme)         |                 |
| 2004 | 8 Minutes to Love                                | Joy                        | Kortfilm        |
| 2005 | Hard Candy                                       | Judy Tokuda                |                 |
| 2005 | Break a Leg                                      | Young Turk                 |                 |
| 2005 | Stationery                                       | Kvinde (stemme)            | Kortfilm        |
| 2005 | Cake                                             | Lulu                       |                 |
| 2005 | 3 Needles                                        | Mary                       |                 |
| 2005 | Sorry, Haters                                    | Phyllis MacIntyre          |                 |
| 2005 | Kind of a Blur                                   | Joe                        |                 |
| 2006 | The Night Listener                               | Anna                       |                 |
| 2006 | For Your Consideration                           | Marketingsperson           |                 |
| 2007 | The Land Before Time XIII: The Wisdom of Friends | Doofah (stemme)            |                 |
| 2007 | Falling                                          | Melanie                    | Short film      |
| 2008 | Blindness                                        | Minister of Health         |                 |
| 2009 | Defendor                                         | Dr. Park                   |                 |
| 2009 | The People Speak                                 | Sig selv                   | Dokumentar      |
| 2010 | Quantum Quest: A Cassini Space Odyssey           | Gal 2000 (stemme)          |                 |
| 2010 | Ramona and Beezus                                | Mrs. Meacham               |                 |
| 2010 | Rabbit Hole                                      | Gabby                      |                 |
| 2014 | Tammy                                            | Susanne                    |                 |
| 2015 | The Scarecrow                                    | Evelyn                     | Korfilm         |
| 2015 | Snowtime!                                        | Four-Eyed Frankie (stemme) |                 |
| 2016 | Window Horses                                    | Rosie Ming (stemme)        | Også producer   |
| 2016 | Catfight                                         | Veronica Salt              |                 |
| 2017 | Meditation Park                                  | Ava                        |                 |
| 2020 | Over the Moon                                    | Mrs. Zhong (stemme)        |                 |
| 2021 | Raya og den sidste drage                         | Virana (stemme)            |                 |
| 2022 | Rød                                              | Ming (stemme)              | Post-production |
| TBA  | Umma                                             | Amanda                     | Post-production |

### Tv
| År        | Titel                                              | Rolle                                | Noter                                                        |
| --------- | -------------------------------------------------- | ------------------------------------ | ------------------------------------------------------------ |
| 1989      | Denim Blues                                        | Gwen                                 | Tv-pilot                                                     |
| 1992      | Degrassi High: School's Out                        | Waitress                             | Tv-film                                                      |
| 1994      | The Diary of Evelyn Lau                            | Evelyn Lau                           | Tv-film                                                      |
| 1995      | Cagney & Lacey: The View Through the Glass Ceiling | Angela Lum                           | Tv-film                                                      |
| 1995      | If Not for You                                     | Anna                                 | 2 afsnit                                                     |
| 1995      | Lonesome Dove: The Outlaw Years                    | Ming Li                              | Afsnit: "Badlands"                                           |
| 1996      | Kung Fu: The Legend Continues                      | Mai Chi                              | Afsnit: "The First Temple"                                   |
| 1996–2002 | Arliss                                             | Rita Wu                              | Fast rolle                                                   |
| 1999      | Happily Ever After: Fairy Tales for Every Child    | Breadcrumb (stemme)                  | Afsnit: "The Three Little Pigs"                              |
| 2000      | Popular                                            | Samfundfagslærer                     | 2 afsnit                                                     |
| 2001      | Further Tales of the City                          | Bambi Kanetaka                       | Miniserie                                                    |
| 2001      | Amys ret                                           | Shelly Tran                          | 3 afsnit                                                     |
| 2001      | Six Feet Under                                     | Porno stjerne                        | Afsnit: "An Open Book"                                       |
| 2001–2002 | The Proud Family                                   | Marsha Mitsubishi (stemme)           | 5 afsnit                                                     |
| 2005–2013 | American Dad!                                      | Katie / Hiko Yoshida (stemme)        | 6 afsnit                                                     |
| 2005–2014 | Grey's Anatomy                                     | Cristina Yang                        | Fast rolle (sæson 1–10)                                      |
| 2006      | Odd Job Jack                                       | Vanessa                              | 2 afsnit                                                     |
| 2006–2007 | American Dragon: Jake Long                         | Sun Park (stemme)                    | 6 afsnit                                                     |
| 2008      | Phineas & Ferb                                     | Doofenshmirtzs kæreste (stemme)      | Afsnit: "Get That Bigfoot Outa My Face! / Tree to Get Ready" |
| 2008      | Sesame Street                                      | Fairy cookie person                  | Afsnit: "The Cookie Touch"                                   |
| 2009      | Robot Chicken                                      | Kate Winslet / Sarah Connor (stemme) | Afsnit: "Cannot Be Erased, So Sorry"                         |
| 2010      | Thorne                                             | Sarah Chen                           | Afsnit: "Scaredycat"                                         |
| 2011      | Michael: Every Day                                 | Judy Song                            | Afsnit: "Ridicule"                                           |
| 2014      | Betas                                              | Sharron                              | Afsnit: "Steppin' Out"                                       |
| 2015      | Shitty Boyfriends                                  | Kathy                                | 6 afsnit                                                     |
| 2016      | Peg + Cat                                          | Formand (stemme)                     | Afsnit: "The Package Problem / The Train Problem"            |
| 2017      | American Crime                                     | Abby Tanaka                          | 4 afsnit                                                     |
| 2018–2022 | Killing Eve                                        | Eve Polastri                         | Fast rolle; også executive producer                          |
| 2018–2020 | She-Ra and the Princesses of Power                 | Castaspella (voice)                  | 8 afsnit                                                     |
| 2019      | 76th Golden Globe Awards                           | Sig selv (medvært)                   | Television special                                           |
| 2019      | Saturday Night Live                                | Sig selv (vært)                      | Afsnit: "Sandra Oh / Tame Impala"                            |
| 2021      | The Chair                                          | Ji-Yoon Kim                          | Fast rolle; også executive producer                          |
| 2021      | Invincible                                         | Debbie Grayson (voice)               | Fast rolle                                                   |